# Skelmersdale
Skelmersdale is een plaats in het bestuurlijke gebied West Lancashire, in het Engelse graafschap Lancashire. De plaats telt 38.813 inwoners.